# 北赖美嘉广场
5°22′36.48″N 100°23′57.44″E / 5.3768000°N 100.3992889°E
北赖美嘉广场（英語：Megamal Pinang）是马来西亚槟城州威中县北赖的一座购物中心，毗邻南北大道和仙丹花酒店。这也是威省最大的商场。
北赖美嘉广场由滨那士集团的Penas Sayang发展公司设立（后改名为Tanjung Gemuruh有限公司），于1997年12月开始运营，内有5层楼，共计934个单位和2,000个停车位。美嘉广场也是北赖再也市镇的发展项目的一部分，其他发展组成部分包括342间办公室店屋和4座共2,010单位的廉价组屋。该市镇目前约有6,000人口。北赖美嘉广场在1990年代末，作为北马区规模最大、人气最旺的购物休闲中心，商业活动多及充满人潮。随着时间的推移和其他因素影响，以及各地更多的商业广场相继开业，北赖美嘉广场逐渐失去其领先地位。在2003年3月24日，Tanjung Gemuruh有限公司因未清偿公司税务而被要求清盘，随后由私人清盘公司接管管理，管理公司的不当行为引发了业主的不满，最终导致了法庭诉讼。2008年，广场业主通过选举计票方式成立共管机构（JMB），解决了管理权纠纷。
广场自2017年进行提升工程，以吸引更多商家入住。北赖美嘉广场共管机构和业主商店联合公会也在疫情后共同努力，对广场的设备进行了修缮和提升如新设透明电梯，尤其是在举办活动吸引人气方面，加入了一些新元素如改造4楼成会展中心场地、保龄球场和线上促销。

## 主要商店
- 肯德基
- 麦当劳
- 太平洋百货中心（Pacific）[7]
- 屈臣氏
- 戏院
- 大世界歌舞动漫城
- 家具城
- Ceria 99
- 饮食中心